# Orawka (województwo małopolskie)
Orawka (węg. Oravka) – wieś w Polsce położona w województwie małopolskim, w powiecie nowotarskim, w gminie Jabłonka.
W latach 1975–1998 miejscowość administracyjnie należała do województwa nowosądeckiego.

## Położenie
Położona jest w regionie geograficznym Beskid Orawsko-Podhalański i historyczno-etnograficznym Orawa. Przez miejscowość przepływa rzeka Czarna Orawa i przebiega droga krajowa nr 7.

## Części wsi
Integralne części wsi Orawka:
przysiółkiDziedzicowa, Marchewki, Studzianki, Szklarze
części wsiCisconiówka, Farska, Kuligówka, Podkościół, Płócienkówka, Rola Wronowa, Sołtystwo, Świnkowa, Utratowa, Zawoda

## Historia
Od czasu swego powstania, aż do roku 1918 r. wieś była częścią Królestwa Węgier. Po I wojnie światowej, 5 listopada 1918 r., wieś została przyłączona do Polski. 28 listopada 1918 r. Dekretem Tymczasowego Naczelnika Państwa Józefa Piłsudskiego, przyjętym przez rząd ludowy Jędrzeja Moraczewskiego zarządzone zostały tu wybory powszechne do Sejmu Ustawodawczego na dzień 26 stycznia 1919 r. Przynależność do Polski potwierdziło 31 grudnia 1918 r. polsko-czechosłowackie porozumienie zawarte w Chyżnem wyznaczające przebieg tymczasowej granicy wprost od Babiej Góry do Tatr. Jednakże 13 stycznia 1919 r. na skutek sfingowanego rozkazu naczelnego wodza Sił Sprzymierzonych gen. Ferdynanda Focha, Wojsko Polskie otrzymało nakaz wycofania się z tego terenu i w jego miejsce wkroczyło wojsko czechosłowackie. 27 września 1919 r. Rada Ambasadorów zapowiedziała przeprowadzenie tu plebiscytu, i wiosną 1920 r. teren plebiscytowy (całość Górnej Orawy) znalazł się pod kontrolą Międzysojuszniczej Komisji Rządzącej i Plebiscytowej, ale do plebiscytu nie doszło. Decyzją Rady Ambasadorów z 28 lipca 1920 r. wieś powróciła w granice państwa polskiego.
Od 21 listopada 1939 r. do początku 1945 była okupowana przez Słowacje.

## Kultura
We wsi jest używana gwara orawska, zaliczana przez polskich językoznawców jako gwara dialektu małopolskiego języka polskiego, przez słowackich zaś jako gwara przejściowa polsko-słowacka.

## Zabytki
Obiekty wpisane do rejestru zabytków nieruchomych województwa małopolskiego.
- Kościół parafialny pw. św. Jana Chrzciciela.
Kościół z poł. XVII w., jednonawowy, konstrukcji zrębowej, cały pokryty gontami, z charakterystyczna wieżą. Zaliczany jest do najcenniejszych drewnianych kościołów południowej Polski. Leży na szlaku architektury drewnianej województwa małopolskiego.
- Farbiarnia nr. 61.
Obok kościoła stoi budynek farbiarni płócien z XVIII w. Piwnice były wykorzystywane jako magazyny na szlaku handlowym z Polski na Węgry.

## Szlaki turystyczne
Orawka – Danielki – Podszkle – Bukowina-Osiedle – przełęcz Pod Żeleźnicą. Czas przejścia: 3.30 h, ↓ 3 h.
 Orawka – Zubrzyca Dolna.